# Hancock Park

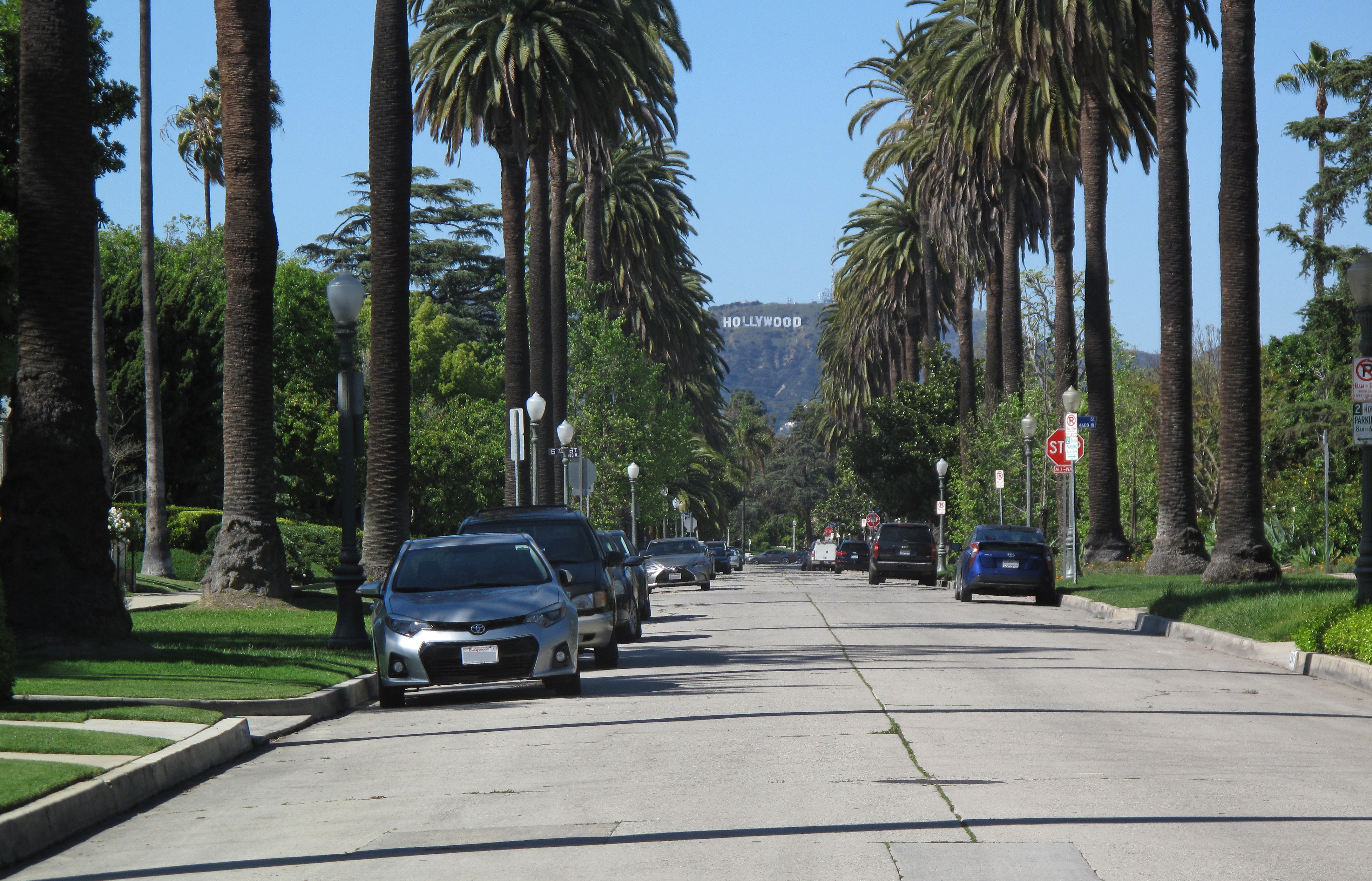
Blick auf die Hollywood Hills von Hancock Park

Hancock Park ist ein Stadtviertel der amerikanischen Millionenstadt Los Angeles. Das Villenviertel entstand im frühen 20. Jahrhundert und ist heute als Gesamtanlage denkmalgeschützt. Bekannt ist Hancock Park auch für seine prominenten Einwohner und als Standort vieler diplomatischer Vertretungen. 

## Geschichte

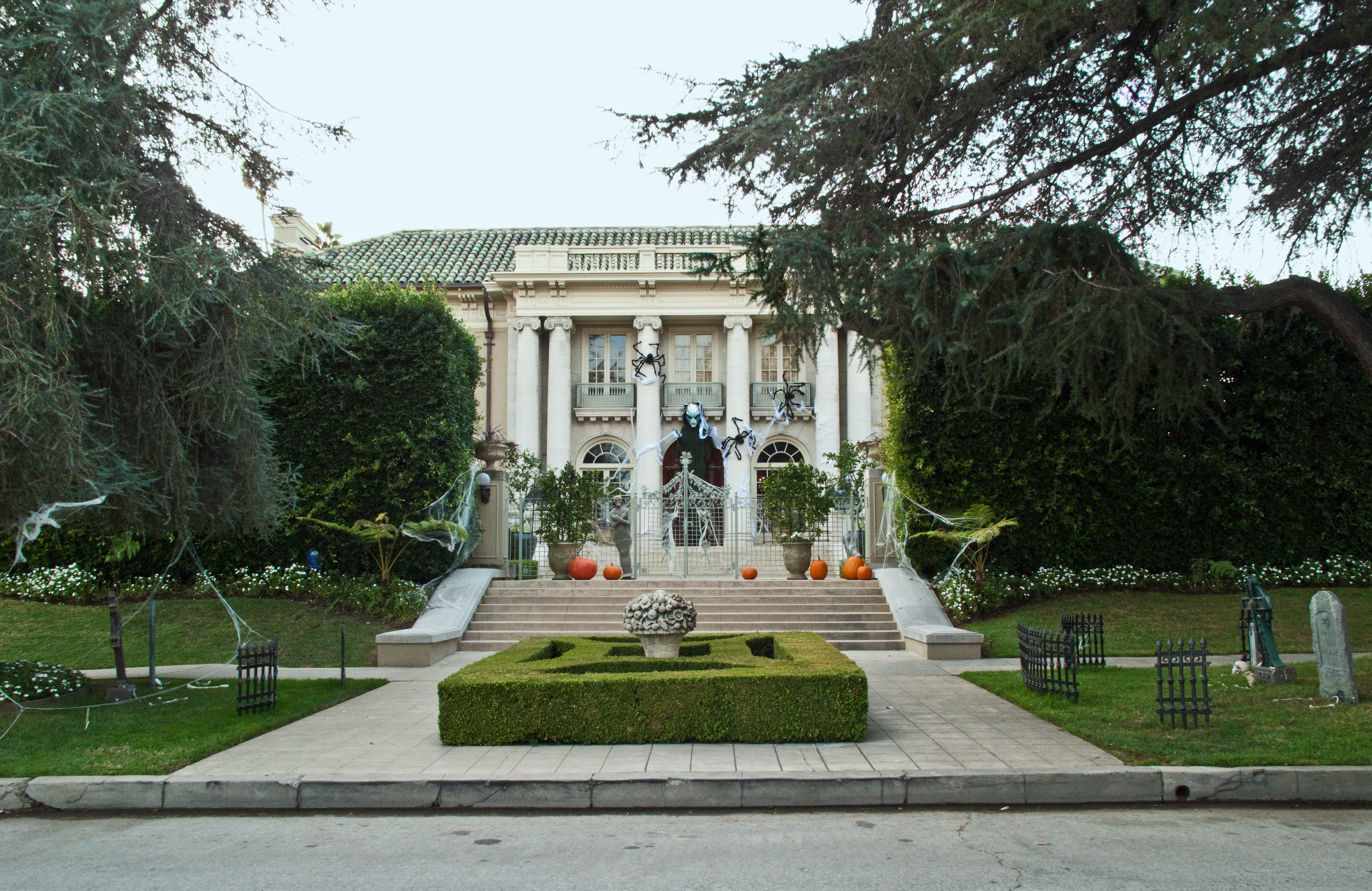
455 South Lorraine Street

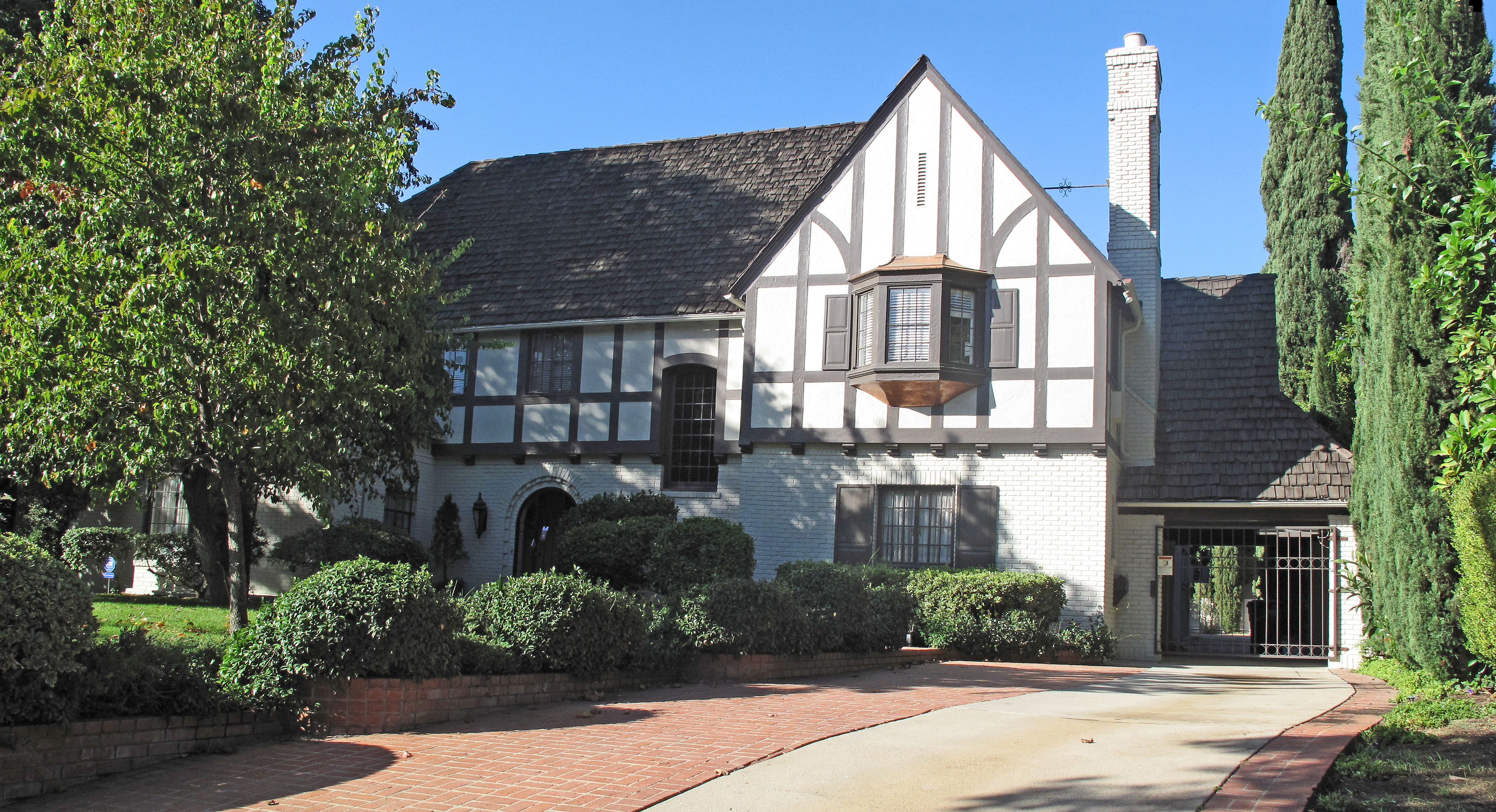
111 North June Street

Das heutige Gebiet von Hancock Park war ein mit Bohrtürmen gespicktes Gelände, auf dem die Hancock-Familie Erdöl förderte. Als das Erdölvorkommen erschöpft war, teilte George Allan Hancock den Besitz in Grundstücke auf und veräußerte es als Bauland.
Entsprechend der Entstehungszeit beheimatet Hancock Park Gebäude in allen zur Zeit der 1920ern populären Stilen, unter anderem von Architekten wie Wallace Neff oder Lloyd Wright. Zur Goldenen Zeit Hollywoods ließen sich hier Stars wie Mae West, Ava Gardner, und Clark Gable hier nieder. Auch Nat King Cole wohnte hier.

## Lage
Hancock Park wird im Norden durch den Melrose Boulevard und im Osten durch die Arden Street begrenzt. Die südliche Grenze stellt der Wilshire Boulevard, die westliche die La Brea Avenue dar. Das Viertel grenzt an die Stadtteile Hollywood im Norden, Larchmont und Windsor Square im Osten, Mid-Wilshire im Süden und Fairfax im Westen.
Im Zentrum des Stadtviertels liegt der Wilshire Country Club.

## Bevölkerung
2000 lebten laut der damaligen Volkszählung 9804 Personen in dem Stadtteil. Nach Schätzung der Planungsbehörde der Stadt Los Angeles waren es 2008 10.671 Einwohner. Die Bewohner waren überwiegend (70,7 %) weiß. 26,3 % der Einwohner wurden außerhalb der USA geboren. Das Medianeinkommen pro Haushalt betrug $85.277.

## Sehenswürdigkeiten
Am Wilshire Boulevard in Hancock Park liegen das Los Angeles County Museum of Art (LACMA) und in unmittelbarer Nachbarschaft die La Brea Tar Pits mit dem zugehörigen Page Museum. Das der Filmgeschichte gewidmete Academy Museum of Motion Pictures eröffnete 2021. Das Museum besteht aus einer hinter der aufwändig restaurierten Fassade eines 1939 errichteten Warenhauses von Renzo Piano geplanten sphärischen Struktur.

## Persönlichkeiten
- Muhammad Ali
- Antonio Banderas
- Nat King Cole
- Natalie Cole
- Bruce Feirstein
- Jake Gyllenhaal
- Melanie Griffith
- Lewis Stone
- Ozzy Osbourne
- Lou Rawls
- Tavis Smiley
- Maxine Waters